# Іларіон (Григорович)
Єпископ Іларіон (Григорович; 20(30) грудня 1696, Сосниця — 3(14) грудня 1759, Москва) — український релігійний діяч, духовний педагог. Єпископ Російської православної церкви, єпископ Крутицький (Сарський і Подонський) РПЦ.
Прославлений в лику святих Тульської єпархії Російської православної церкви.

## Біографія
Народився 20 грудня 1696 р. в місті Сосниці (нині Сосницький район Чернігівської області).
Закінчив Київську духовну академію. У 1721 році пострижений у чернецтво в Київському Братському монастирі і призначений вчителем у Київській академії.
З академії перейшов в Харківський колегіум викладачем і проповідником. В 1726 р. був тут префектом.
У 1733 році возведений в сан архімандрита і призначений настоятелем Святогірського монастиря Бєлгородської єпархії, звідки переведений в Нікольський монастир міста Бєлгорода.

### Еміграція в Московію
У 1740 році переміщений в монастир Сави Сторожевського (Московська єпархія).
У 1743 році переведений до Московського Чудова монастиря.
З 17 грудня 1744 р. — архімандрит Воскресенського Ново-Ієрусалимського монастиря.
З 15 березня 1748 р. — член Св. Синоду.
Брав участь у виправленні слов'янської Біблії.
22 травня 1748 р. хіротонізований на єпископа Крутицького.
Єпископ Іларіон 12 років керував Крутицькою єпархією і вважався одним з найкращих архіпастирів за всі роки, що передували його святительству на Крутицях.
З 14 червня 1754 р. по 25 січня 1758 р. тимчасово керував Московською єпархією.
Помер 3 грудня 1760 року. Похований в усипальниці, під боковим храмом колишнього Крутицького архієрейського будинку.

## Твори
- Слово в неделю шестую по Пасхе. М., 1742.
- Слово на новый год. М., 1747.
- Слово на тезоименитство имп. Елизаветы Петровны. М., 1748.